# Дрейпер (Південна Дакота)
Дрейпер (англ. Draper) — місто (англ. town) в США, в окрузі Джонс штату Південна Дакота. Населення — 46 осіб (2020).

## Географія
Дрейпер розташований за координатами 43°55′34″ пн. ш. 100°32′14″ зх. д. / 43.92611° пн. ш. 100.53722° зх. д. (43.926161, -100.537180).  За даними Бюро перепису населення США в 2010 році місто мало площу 1,68 км², уся площа — суходіл.

## Демографія
Згідно з переписом 2010 року, у місті мешкали 82 особи в 37 домогосподарствах у складі 25 родин. Густота населення становила 49 осіб/км².  Було 48 помешкань (29/км²).
Расовий склад населення:
| - 98,8 % — білих |

До двох чи більше рас належало 1,2 %. Частка іспаномовних становила 0,0 % від усіх жителів.
За віковим діапазоном населення розподілялося таким чином: 19,5 % — особи молодші 18 років, 53,7 % — особи у віці 18—64 років, 26,8 % — особи у віці 65 років та старші. Медіана віку мешканця становила 50,7 року. На 100 осіб жіночої статі у місті припадало 105,0 чоловіків;  на 100 жінок у віці від 18 років та старших — 127,6 чоловіків також старших 18 років.
За межею бідності перебувало 4,2 % осіб, у тому числі 0,0 % дітей у віці до 18 років та 0,0 % осіб у віці 65 років та старших.
Цивільне працевлаштоване населення становило 49 осіб. Основні галузі зайнятості: сільське господарство, лісництво, риболовля — 26,5 %, мистецтво, розваги та відпочинок — 20,4 %, освіта, охорона здоров'я та соціальна допомога — 16,3 %, транспорт — 14,3 %.